# Gare de Saint-Gaudens
Gare de Saint-Gaudens vasútállomás Franciaországban, Saint-Gaudens településen.

## Vasútvonalak
Az állomást az alábbi vasútvonalak érintik:
- Toulouse–Bayonne-vasútvonal

## Kapcsolódó állomások
A vasútállomáshoz az alábbi állomások vannak a legközelebb:
- Gare de Montréjeau - Gourdan-Polignan
- Gare de Labarthe-Inard
- Gare de Saint-Martory